# Institut informačního designu
Český institut informačního designu působil v letech 1990–2015. Vedle specializovaných grafických designérů včetně pedagogů sdružoval zejména vědce z oblasti vizuální komunikace, psychologie, ergonomie a sociologie. Jeho působení se tedy blížilo vědeckým společnostem. Vzhledem k absenci specializovaného ústavu pro vizuální komunikaci v ČR se ve vazbě k činnosti Muzea umění a designu Benešov pokoušel o částečné suplování takového chybějícího výzkumného pracoviště.

## Institut v mezinárodním kontextu

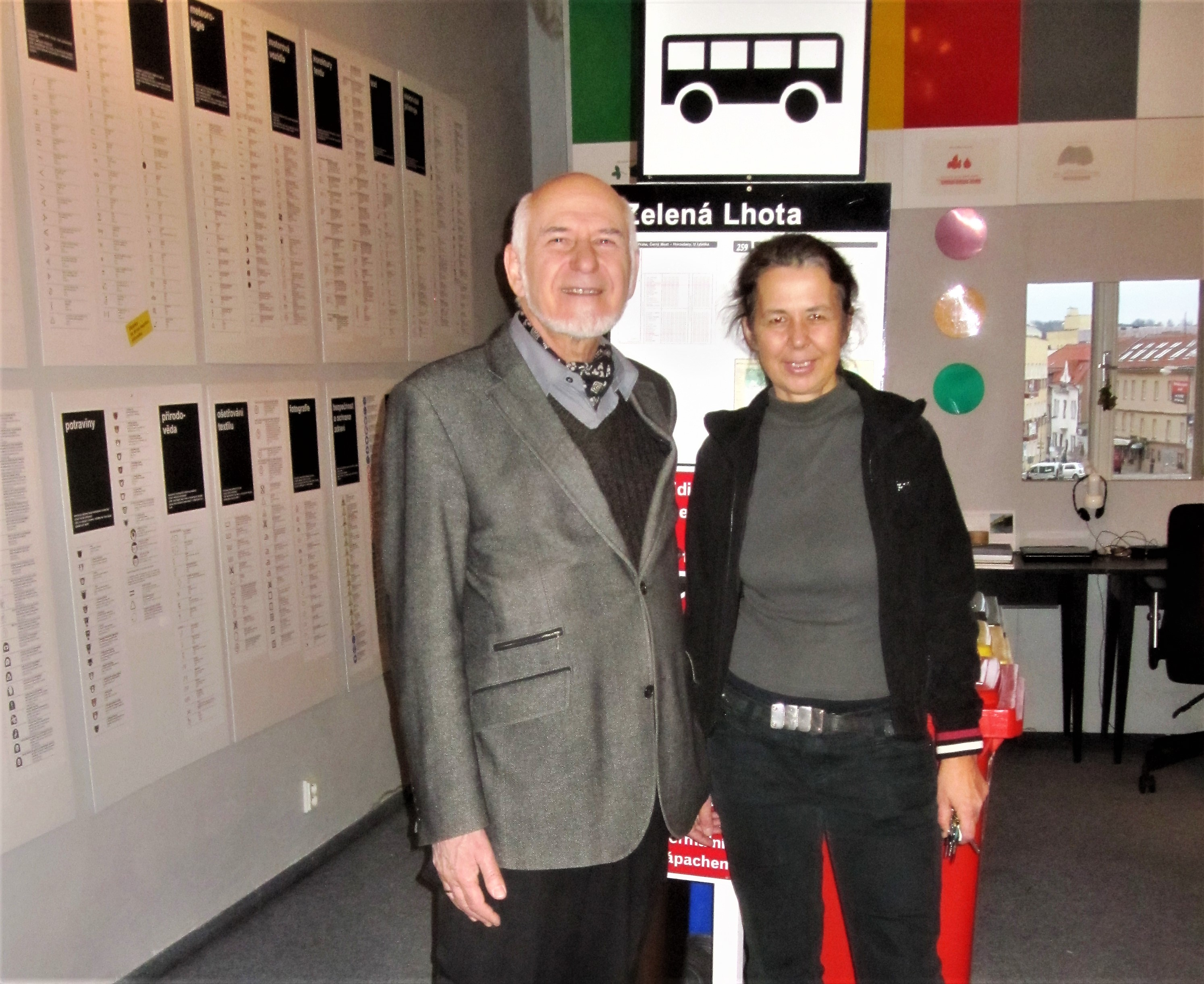
Ředitel IIID Peter Simlinger z Vídně s Annou Fassatiovou v učebně globální vizuální komunikace v roce 2012

International Institute for Information Design (IIID) funguje od roku 1985 jako profesní sdružení grafických designérů a vysokoškolských pedagogů grafického designu sloužící rozvoji oboru a zejména dalšímu vzdělávání profesionálů. Jeho sídlo je ve Vídni. Připravuje mj. odborné konference a letní vzdělávací univerzity. V 90. létech vydával noviny ID-NEWS, které byly následně nahrazeny webem. IIID je také odborným partnerem jediného mezinárodního odborného periodika věnujícího se funkčnosti informačního designu – Information Design Journal (IDJ). IIID sdružuje kromě individuálních členů také odborné instituce včetně vysokoškolských pracovišť. V některých zemích má své národní pobočky, které se mnohdy zaměřují na speciálně vymezenou problematiku.
V České republice vznikla pobočka IIID v roce 1990. Byla zaměřena především na praktickou vizuální komunikaci – vizuální gramotnost, které byla na běžných i odborných českých školách věnována nedostatečná pozornost. Zabývala se zejména funkčností, tedy srozumitelností a čitelností informačního designu, neboť estetice oboru se věnovalo dostatečné množství soutěží, výstav, literatury, časopisů, škol, sdružení ad. institucí po celém světě. Český institut informačního designu sídlil v Benešově u Prahy a odborně podporoval činnost Muzea umění a designu, které mj. vytvářelo rozsáhlou sbírku českého a mezinárodního informačního designu. Muzeum pro svou práci využívalo díky symbióze s IID průběžnou odbornou podporu od vídeňského ústředí IIID včetně poskytování odborných materiálů, mezi nimi i zahraničních publikací. Od poloviny 90. let fungoval Institut, podobně jako jiné vědecké společnosti, jako registrované občanské sdružení bez hospodářské činnosti. Registrace zanikla roku 2015 se změnou zákona. V té době měl již IID nakročeno k rozšíření zájmu i na oblast produktového designu charakterizovaného slovním spojením „inteligentní design“. V následujících létech (i v souvislosti s politickým zásahem v Muzeu umění a designu likvidujícím dlouholetý výzkumný a vzdělávací program) se proto transformoval v neformální sdružení Institut inteligentního designu a přenesl svou působnost do Prahy. Shodou okolností také IIID ve Vídni změnil po roce 2015 své zaměření více směrem ke konvenční estetické problematice informačního designu. V roce 2015 v souvislosti s ohlédnutím za svou čtvrtstoletou historií se Český IID rozhodl udělil mimořádné uznání za vědecký výzkum svému spoluzakladateli Tomáši Fassatimu a to ve jménu již nežijících zakladatelů teoretika komunikace prof. Jána Šmoka a grafického designéra Jiřího Rathouského.

### Institut inteligentního designu
funguje jako think tank oboru design s mezioborovými přesahy. Vytváří vzdělávací obsah webů, facebooku a instagramu, stojí u ediční přípravy naučných publikací (např. Encyklopedické listy Ergonomie + umění + design), vydává občasník Design 4.0 - Mezičas a netradičně také dokumentuje problematiku profesní etiky kolem českých muzeí umění, což v roce 2024 vyústilo ve spolupráci s dalšími sdruženími v udělování čestného ocenění "Cena Jiřího Kohoutka".

## Činnost Institutu

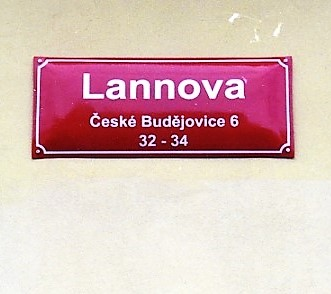
České Budějovice mají díky konzultaci s IID funkční tabule s názvy ulic

IID pracoval formou aktuálního vytváření mezioborových týmů, sestavených vždy k řešení konkrétního problému. Mezi významné osobnosti začátků IID patřil např. teoretik vizuální komunikace Prof. Ján Šmok nebo grafický designér Jiří Rathouský. Organizačně přispíval Tomáš Fassati. Pokud šlo o veřejně-prospěšnou činnost, vědci se sdružovali k bezplatné práci, motivováni snahou o veřejnou propagaci kvalit svého oboru. Přibližně polovina analýz proto byla nevyžádaná, zpracovaná na základě zjištění nedostatků v terénu. Dvacet pět let všední pečlivé práce přineslo užitečné výsledky. Mnohé se v českém prostředí podařilo změnit, i když jistě ne vše, co snižuje funkčnost praktické vizuální komunikace. Institut se angažoval zejména v problému upadající kvality orientačního systému Pražského metra a Českých drah, silničního značení, telefonních seznamů, pražského letiště, grafických symbolů pro mapy, elektronických informačních tabulí pro stanice ČD ad. Přiměřenou (i když ne dostatečnou) snahu o nápravu projevili např. Dopravní podnik hl. města Prahy a vydavatel Zlatých stránek, žádnou naopak správci turistického, silničního a letištního značení. U zástupců mnoha institucí totiž stále ještě v ČR přežíval názor, že praktická vizuální komunikace je věc spontánní laické tvorby, bez potřeby profesionality vedoucí k testované čitelnosti a mezinárodní funkčnosti.

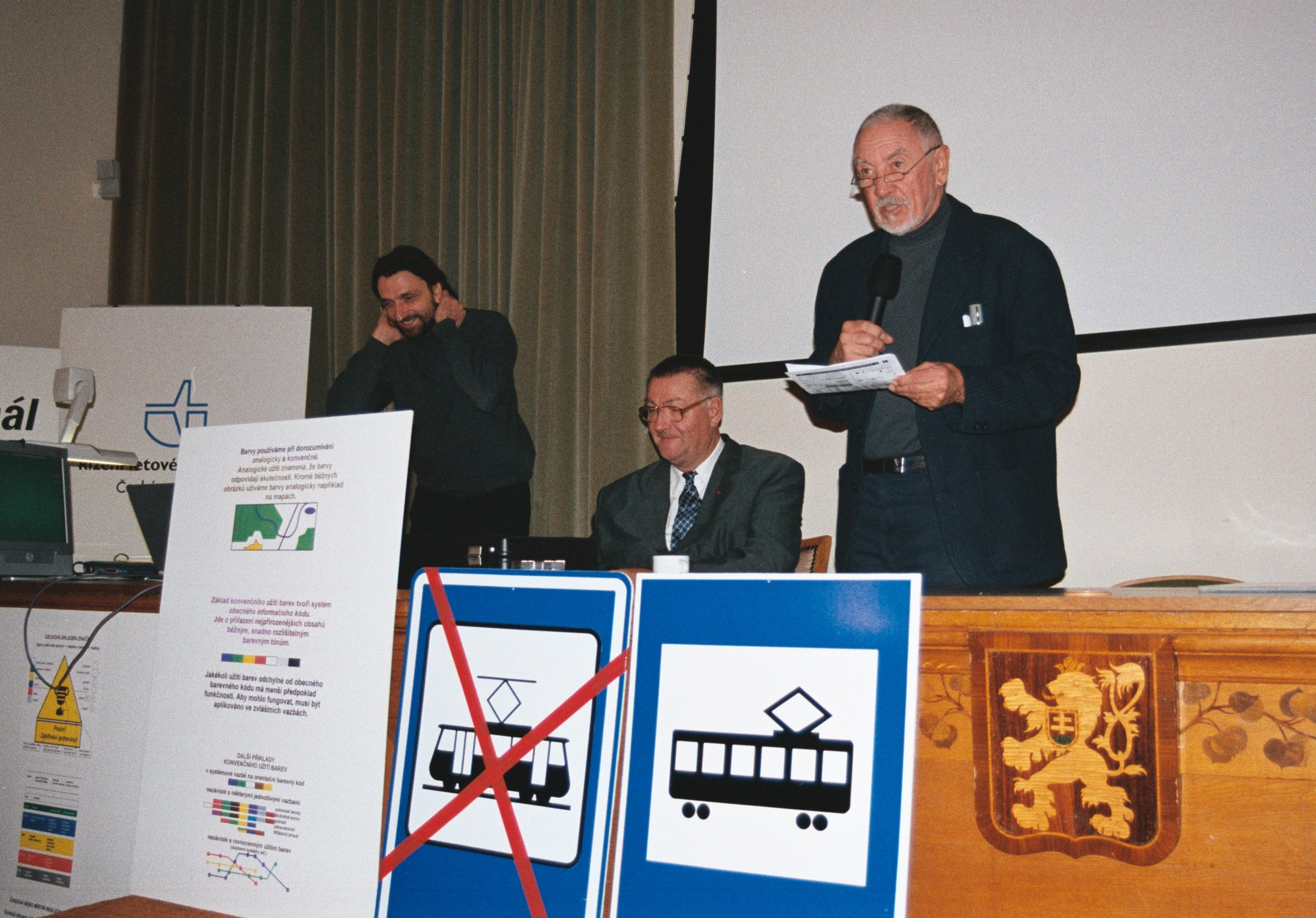
Večer věnovaný druhé gramotnosti připravený IID v sále Presidia AV ČR v roce 1999

Odborné konzultace využívali často i studenti vysokých škol, mnozí při psaní závěrečné teoretické práce. Ve spolupráci s vysokoškolskými ateliéry grafického designu vznikly pro motivaci státních nebo veřejně-právních institucí kvalitní alternativy některých produktů vizuální komunikace (jízdní řády, telefonní seznamy, barevný design železničních vagonů, informační terminály pro železnici ad.).
Se zájmem o testování funkčnosti předložených prvků vizuální komunikace se na Institut obracelo mnoho českých firem i měst. K nejvýznamnějším institucím, jež konzultovaly s IID, patřila např. ministerstva obchodu a životního prostředí, nebo pražský, českobudějovický, brněnský a táborský magistrát. Vedle nich pak řada malých veřejných i soukromých institucí a jedinců, včetně pedagogů a publicistů. Nejvýraznější dopad měly odborné konzultace pro výrobu městské orientace v Českých Budějovicích a turistické orientace v Praze. Ke zkvalitnění projektu se naopak nepodařilo přimět autorku systému grafického značení pro pražské parky.

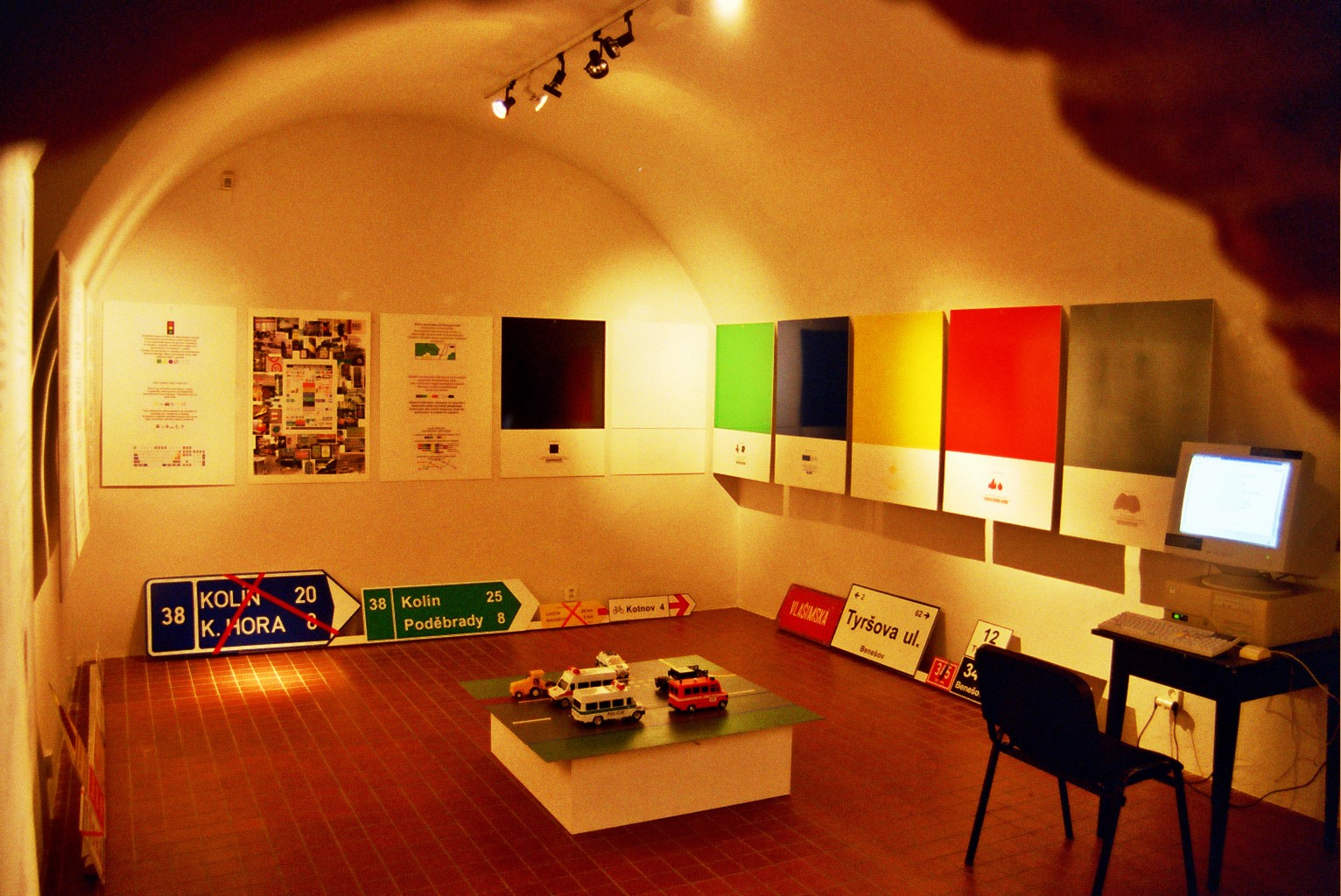
Naučná výstava o globální vizuální komunikaci v pražské Fragnerově galerii

Důležitý efekt měly webové stránky Institutu, které navštěvovalo denně v průměru 20 – 30 zájemců. Byla zde zveřejněna základní gramatická pravidla praktické vizuální komunikace a některé části slovníku mezinárodních symbolů. Také základní přehled mezinárodních norem ISO pro vizuální komunikaci. Na webu Institutu byly publikovány rovněž některé výsledky testů. Web nabízel také možnost elektronické konzultace, která byla využívána nejen k orientačním dotazům, ale i k posouzení zaslaných fotografií produktů vizuální komunikace. Webové stránky pro své specifikum zaujaly Národní knihovnu ČR, která je zahrnula do svého systému archivování.

## Výzkumná práce IID

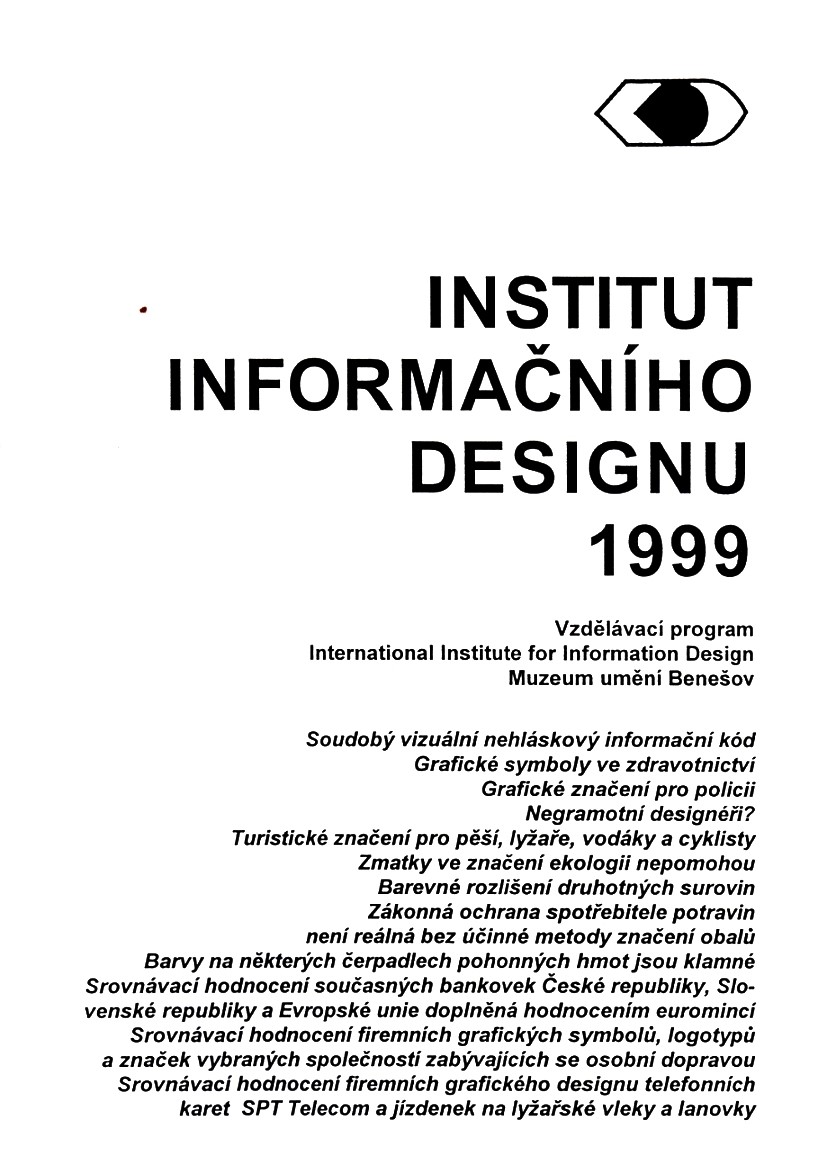
Obálka naučného bulletinu vydávaného v 90. létech 20. století

Výzkumné programy IID vedly nejen k analýzám různých projevů praktické vizuální komunikace v celém světě, z nichž bylo možné abstrahovat mnohé obecné principy. Byly také vytvářeny harmonizační projekty odstraňující nedostatky funkčnosti některých systémů. K nejzajímavějším testům, které Institut prováděl, patřila analýza komunikačních kvalit českých, slovenských a euro bankovek i mincí, dopravního značení na pozemních komunikacích, značení pro cestující na terminálech veřejné dopravy, analýza spotřebitelského balení potravin a ergonomické testy české autobusové a vlakové dopravy. Výsledky testů IID používal také běžný tisk, např. rubrika TEST MF DNES.
Český Institut se ve spolupráci s IIID angažoval také při přípravě některých mezinárodních norem ISO. V 80. letech šlo o veřejné informační symboly (ISO 7001), počátkem 90. let o symboly pro značení kvalit životního prostředí a potravin, později o harmonizaci stylu a čitelnosti starších symbolů pro bezpečnost a ochranu zdraví. Český Institut se ve spolupráci s IIID pokusil také doporučit společnostem Microsoft a Corel Corporation vylepšení struktury i jednotlivých prvků grafické komunikace v software nabízenému veřejnosti. Uvedené společnosti však změny neuskutečnily s odůvodněním, že podle jejich marketingových průzkumů jsou doporučované kvality jejich zákazníkům lhostejné.

## Specializovaný studijní archív praktické vizuální komunikace

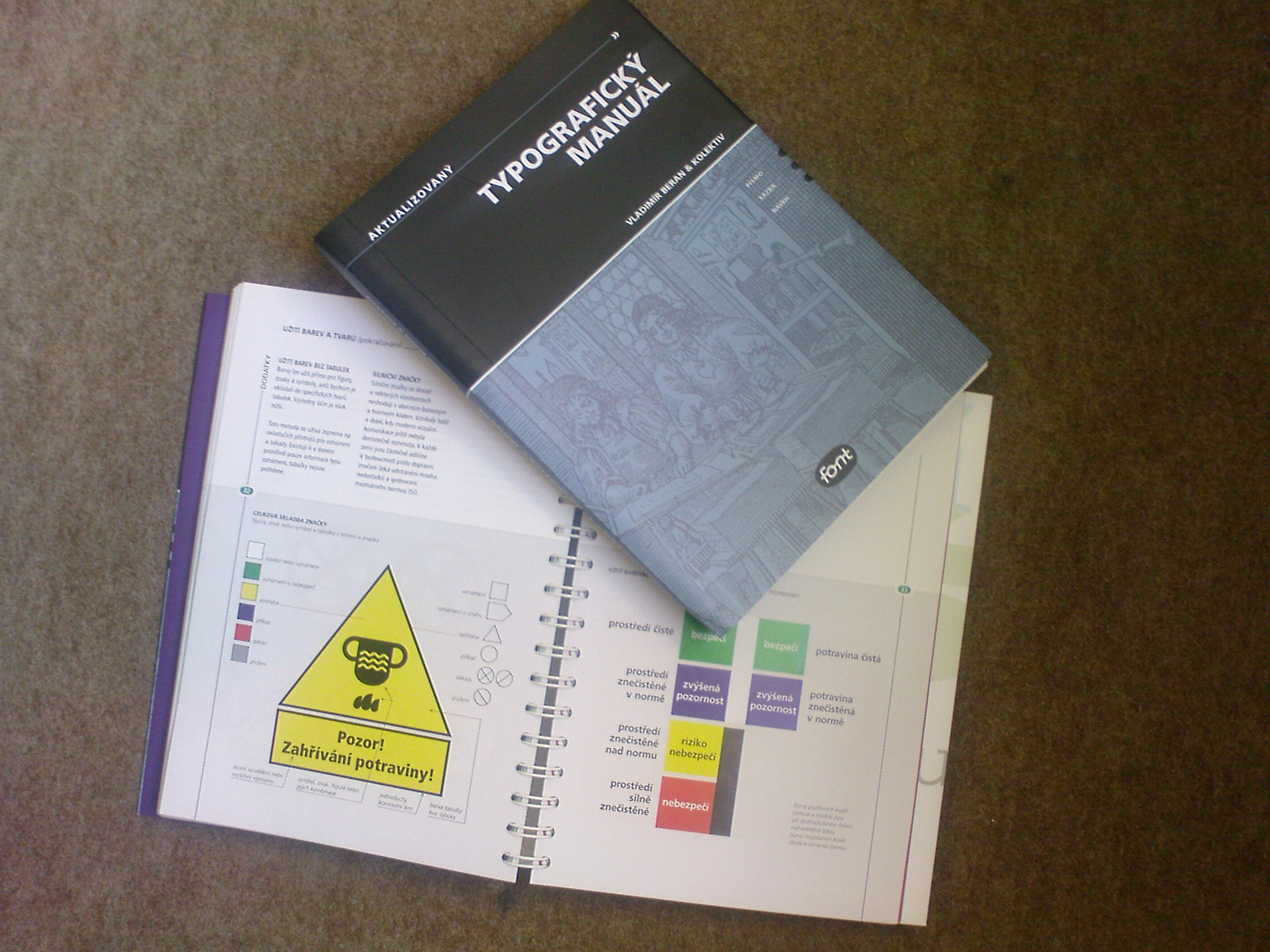
Beranův opakovaně vydávaný manuál obsahoval díky IID také základy druhé gramotnosti

Všechny produkty výzkumů byly až do roku 2016 veřejnosti k dispozici ve studovně Muzea umění a designu v Benešově u Prahy. Patřil k nim i rozsáhlý obrazový dokumentační archív různých prvků vizuální komunikace z celého světa čítající tisíce položek. Česká veřejnost postupně vzala na vědomí užitečnost tohoto jediného českého archívu specializovaného na globální vizuální komunikaci a ráda jej využívala. Oceňovala i skladbu knižních publikací, z nichž mnohé nebyly k dispozici v žádné z tuzemských knihoven.

## Podpora  vzdělávání v oblasti druhé gramotnosti

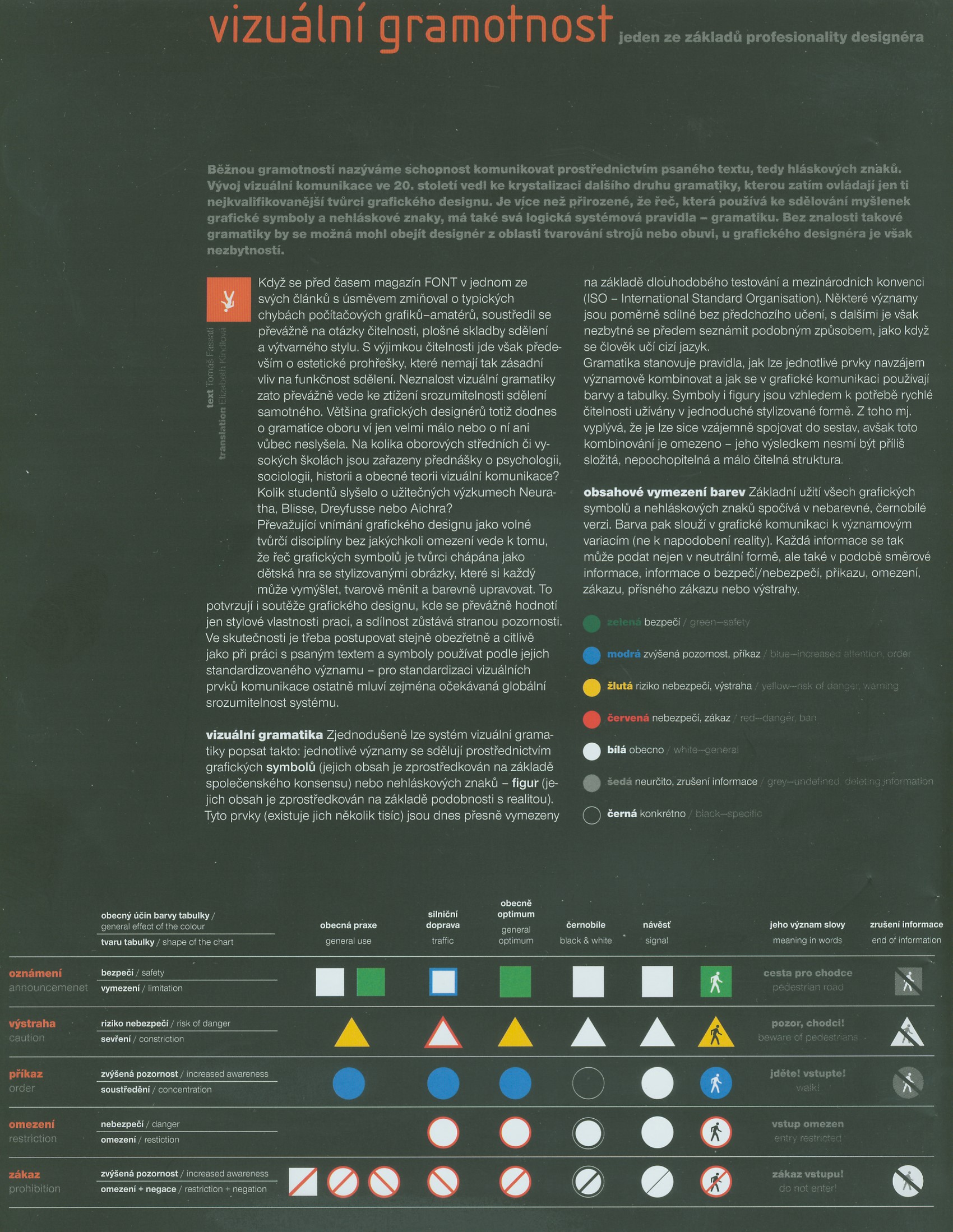
Ukázka osvětového textu o 2. gramotnosti v časopise TYPO

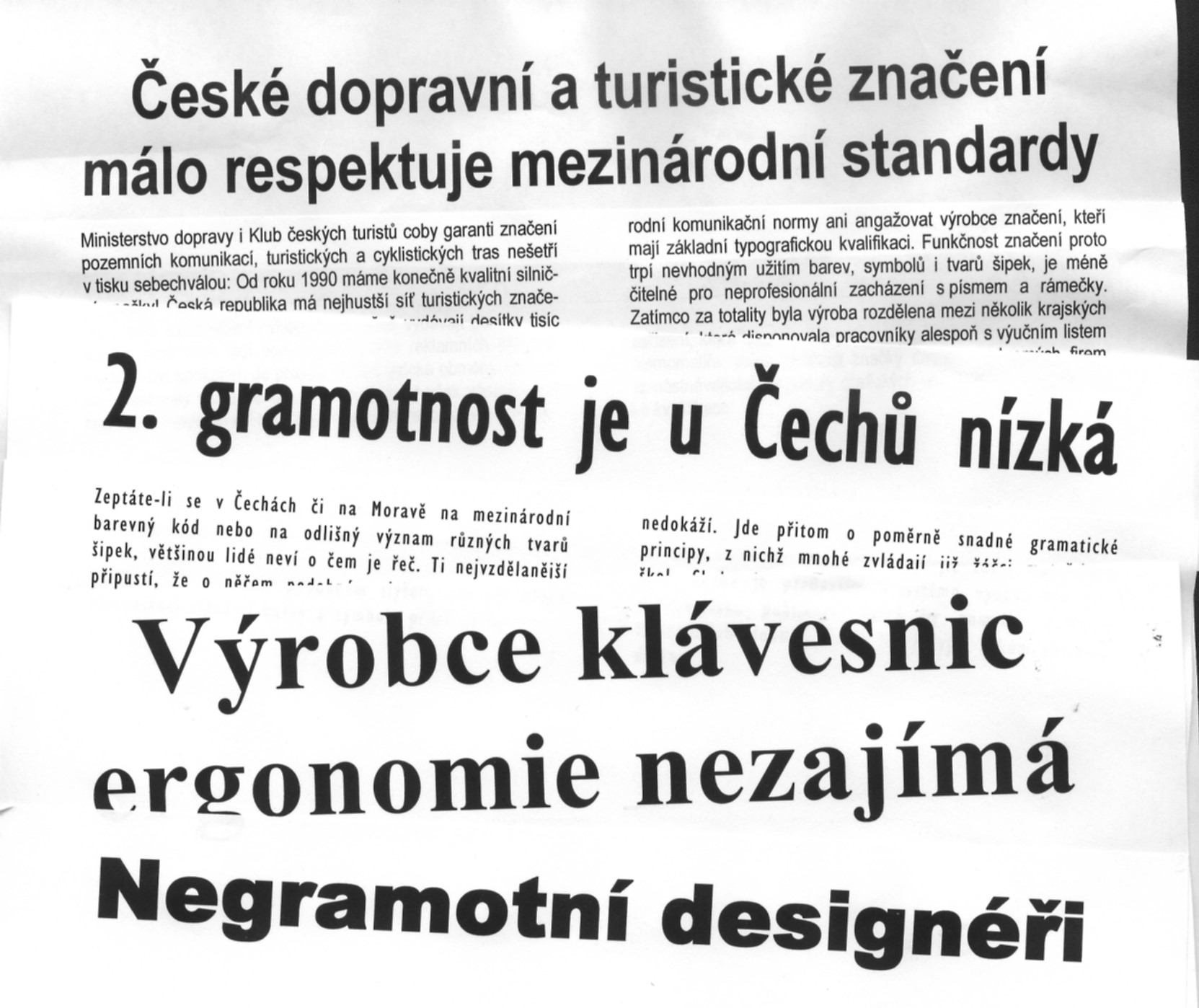
Ukázka osvětových článků v médiích

V oblasti vzdělávání IID ve spolupráci s centrem pro doškolování pedagogů připravil v 90. létech 20. století kurzy pro učitele základních a středních škol. Na většině českých uměleckých vysokých škol pak jednorázové přednášky. Propagaci oboru zajistily také přednášky na Akademii věd ČR stejně jako na mezinárodních sympoziích. Naučný charakter měla rovněž řada popularizačních článků v běžném i odborném tisku. Rozvíjející se obor globální vizuální komunikace byl propagován desítkami článků v odborném i populárním tisku. Šlo zejména o materiály pro časopisy a noviny Strategie, Signmaking, Typografia, TYPO, Font, Bulletin DC, Bulletin IID, Lidové noviny, MF Dnes, Místní správa ad.

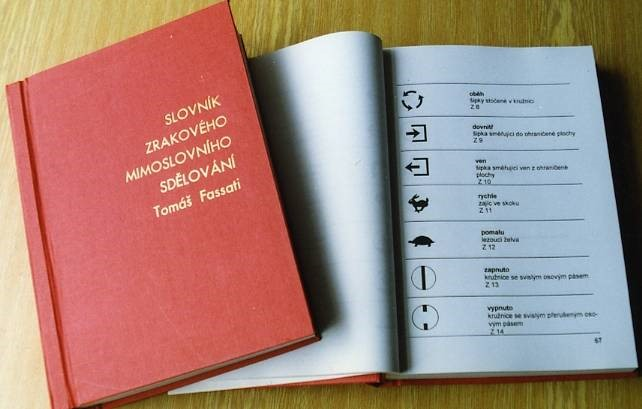
První český slovník praktické globální komunikace

Součástí vzdělávací programu byla také ediční činnost. Institut vydal v Muzeu umění a designu první česko-anglický slovník praktické vizuální komunikace, řadu učebnic a podílel se na vzniku obecných encyklopedií (Universum, Wikipedia) zpracováním hesel o vizuální komunikaci. Ve spolupráci s IIID byla vydána anglická verze učebnice globální vizuální komunikace, kterou potom partneři z Vídně šířili do světových knihoven.